# Mutti (Gratturm)
Die Mutti (2980 m s.l.m.) ist ein markanter Gratturm im Südgrat der Südlichen Gabelspitze (3071 m ü. A.), eines Gipfels im Westen der Venedigergruppe. Im Gegensatz zur Südlichen Gabelspitze, einem Grenzgipfel zwischen Ost- und Südtirol, liegt die Mutti zur Gänze in Südtirol. Erst im Jahr 2011 gelang die Erstbesteigung dieses Gratturms, der von den Erstbesteigern den Namen „Mutti“ erhielt. Wegen der im Gipfelbereich platzierten Bänke und der Aussicht über das Knuttental wird der Aussichtspunkt auch als „Knuttenkino“ bezeichnet.

## Lage und Umgebung
An der Südlichen Gabelspitze zweigt vom Grenzkamm, der von diesem Gipfel zum Großen Reinhard und zunächst in südöstlicher Richtung verläuft, ein weiterer, kurzer Grat direkt nach Süden ab, dessen Endpunkt der Kleine Reinhard (2661 m) ist. In diesem Kamm, der zur Gänze im Naturpark Rieserferner-Ahrn geschützt ist, ragt in einer Entfernung von knapp 500 Metern ein markanter Gratturm auf, die Mutti.
Die Mutti steht ziemlich exakt in der Flucht des südwestlich verlaufenden Knuttentals, eines Quelltals des sich in dieselbe Richtung fortsetzenden Reintals. Nicht zuletzt deshalb bietet die Mutti eine umfassende Aussicht über einen Großteil der Berge des Ahrntals und seiner Seitentäler.

## Alpinismus
Ein Besteigungsversuch in den 1970er-Jahren wurde wegen des brüchigen Felses abgebrochen. Am 20. August 2011 fanden Markus Neumair, Lukas Forer und Michael Wolfsgruber aus Sand in Taufers von der Brunnerhütte über die schrofige Flanke eine Route auf den Nordgrat des Gratturms. Über den Grat in soliderem Gestein, einige Zacken in den Flanken umgehend, gelangten sie mit Kletterei im 5. Schwierigkeitsgrad zum Gipfel.
Im folgenden Jahr wurden einiges loses Geröll aus der Route entfernt und die schwierigsten Stellen durch Drahtseile und Trittstifte entschärft, damit auch weniger erfahrene Bergsteiger den Gipfel erreichen können. Neben klettersteigähnlichen Passagen weist diese Route Abschnitte ohne Steighilfen auf, die Kletterschwierigkeiten bis UIAA II beinhalten.
Statt eines Gipfelkreuzes wurde eine Metallfahne am höchsten Punkt platziert, die durch das Projekt „EU Barcode“ der niederländischen Künstler Rem Koolhaas und Reinier de Graaf inspiriert ist – dabei sind die Farben aller Flaggen der EU-Mitgliedsstaaten vereint und die Anordnung ähnelt einem Strichcode. Die Farbstreifen der Flagge auf dem Gipfel der Mutti sind alle unabhängig voneinander drehbar gelagert.
Weiterhin platzierte man zwei Metallbänke hintereinander auf dem leicht nach Südwesten – also in Richtung des Knuttentales – geneigten Gipfelplateau. Nicht zuletzt, weil diese Anordnung an einen Kinosaal erinnert, wird der Aussichtspunkt auch als „Knuttenkino“ bezeichnet, sicherlich inspiriert durch den als „Knottenkino“ bekannten Aussichtspunkt auf dem Rotensteinkogel bei Vöran.

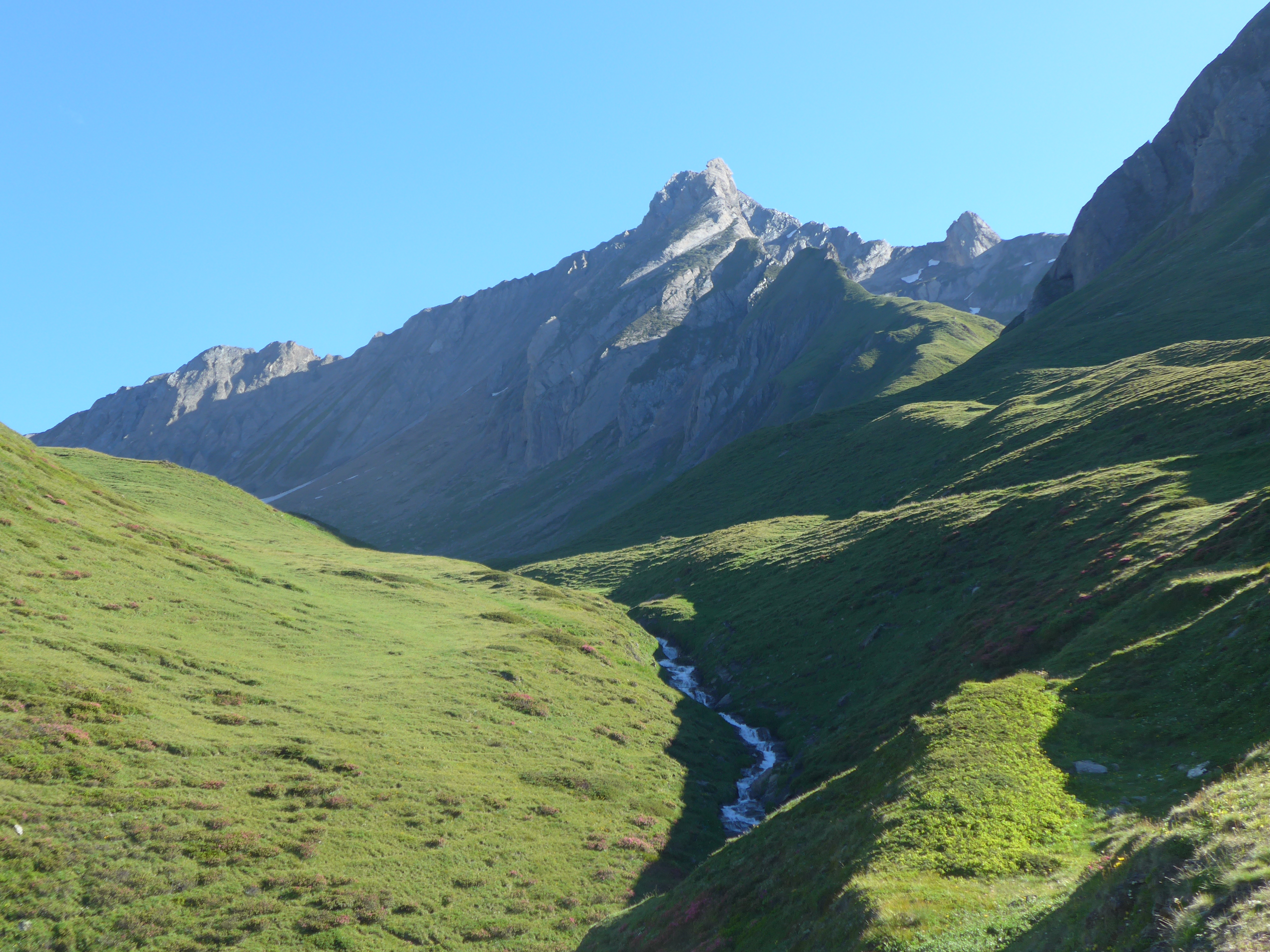
Mutti von Südwesten
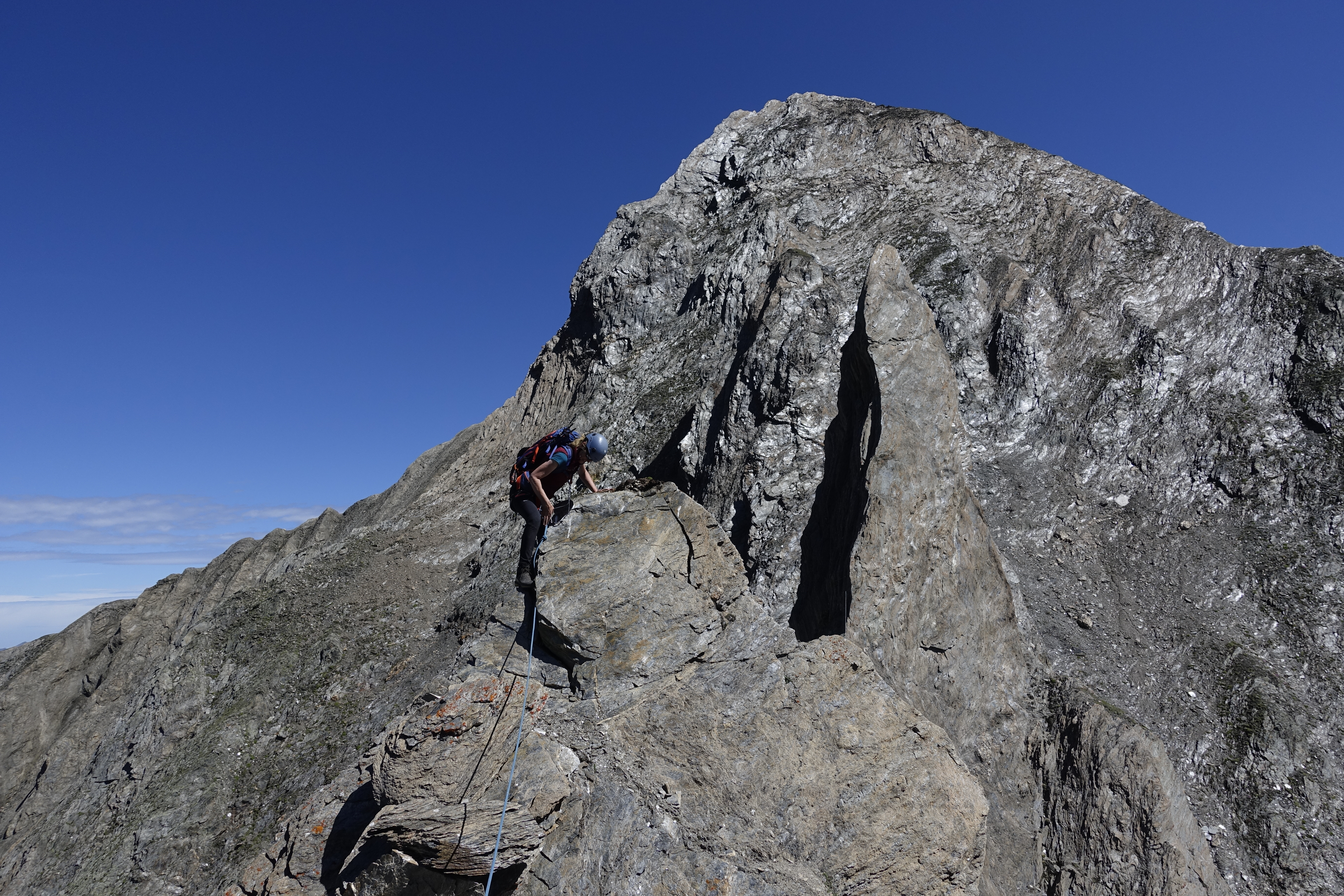
Klettern am Nordgrat, vor der Südlichen Gabelspitze
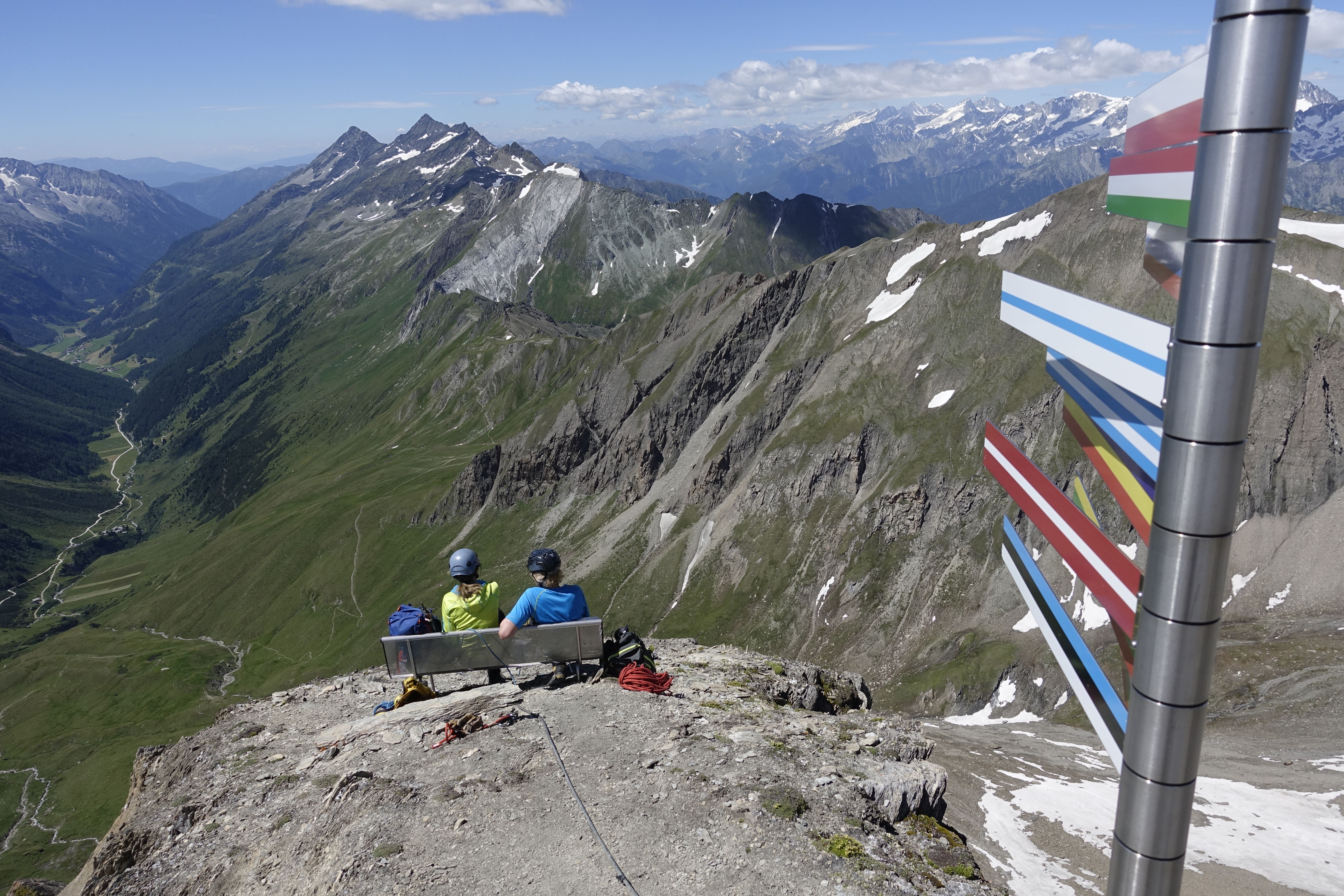
„Knuttenkino“ am Gipfel, Blick ins Knutten- und Reintal
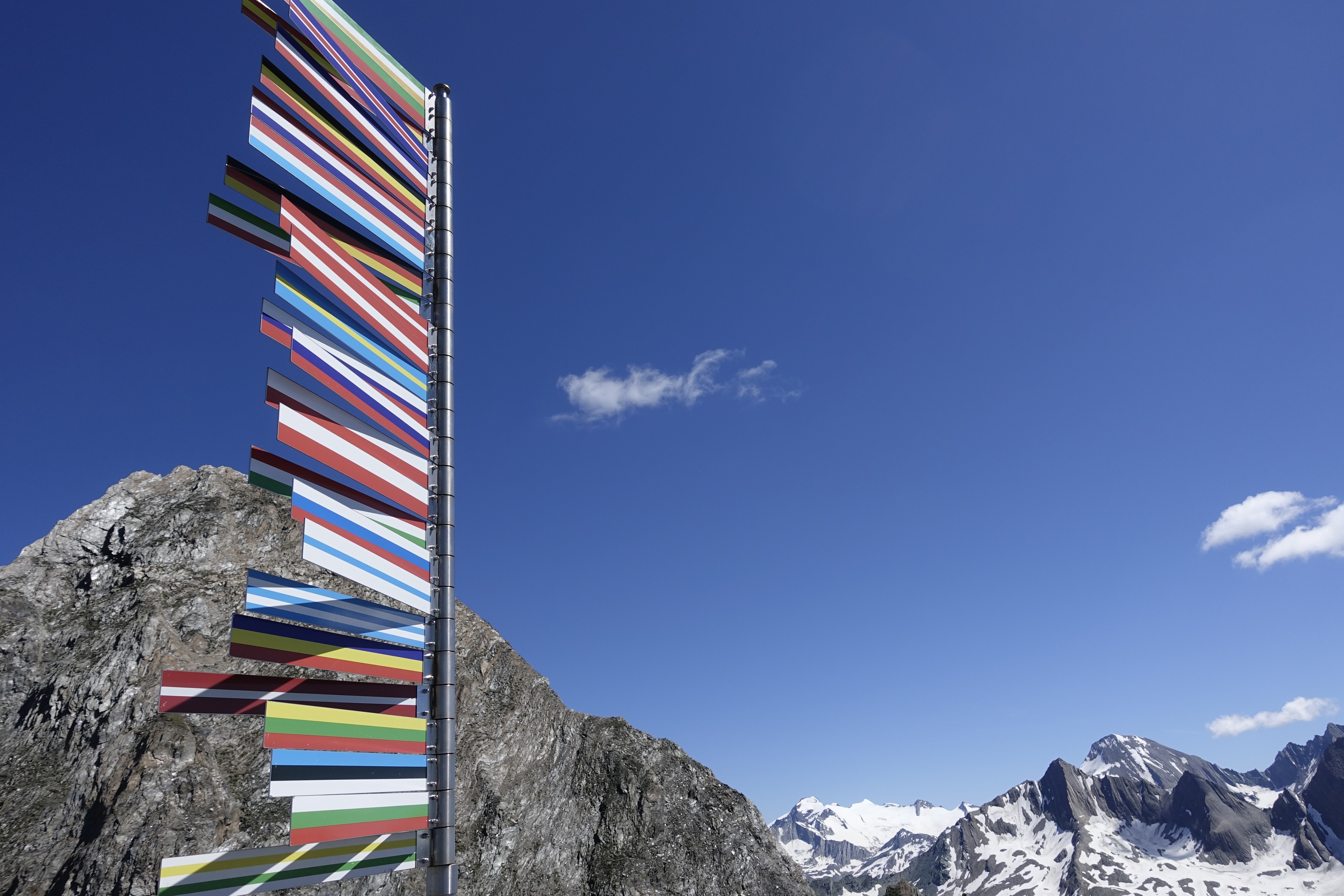
„EU Barcode“ am Gipfel, vor Gabelspitze, Dreiherrnspitze und Rötspitze